# Selección de rugby de Australia
La selección de rugby de Australia representa al país en las competiciones internacionales de World Rugby. Existe desde 1899, es organizada por Rugby Australia (RA) y se le apoda los Wallabies.
Es una de las mejores y más competitivas del mundo, habiendo participado en todas las Copas del Mundo y teniendo el tercer lugar histórico: ganando la Copa Webb Ellis en dos ocasiones, en Inglaterra 1991 y Gales 1999, ambas disputadas en Europa (siendo la única en lograr tal logro). Compite anualmente en The Rugby Championship, jugando contra los All Blacks, los Pumas y los Springboks, ganándolo en cuatro oportunidades.
Se caracteriza por un juego de backs ágil, efectivo y veloz, es una de las adversarias de los Leones Británicos e Irlandeses cada doce años (venciéndolos en las giras de 1930 y 2001) y tiene una gran rivalidad contra Nueva Zelanda, compitiendo anualmente por la Copa Bledisloe en el Championship. Es considerada una superpotencia, junto a los All Blacks, la Rosa y los Springboks.
John Thornett fue nombrado su representante más emblemático del siglo XX, George Gregan lidera en partidos jugados, Ken Catchpole fue de los más talentosos medios scrum, David Campese es considerado el mejor wing que existió y John Eales es citado como uno de los mejores capitanes que hubo. Son considerados de los mejores jugadores de la historia.

## Historia

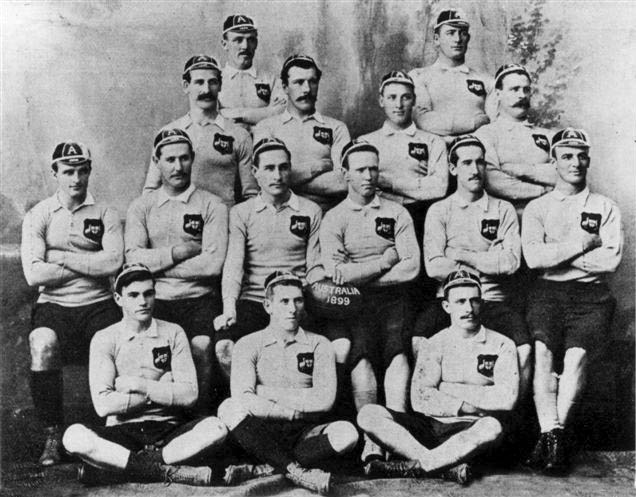
El equipo australiano en 1899.

El primer partido internacional de Australia se jugó contra el equipo de las islas británicas en 1899. La primera prueba se jugó en el Sydney Cricket Ground y Australia ganó 13-3, pero los visitantes ganaron las tres pruebas restantes. El equipo australiano del primer partido estaba formado por seis jugadores de Queensland y nueve de Nueva Gales del Sur. El equipo vestía el azul de Nueva Gales del Sur cuando jugaba en Sydney y el granate de Queensland cuando jugaba en Brisbane, pero con un escudo de armas australiano en lugar de los emblemas habituales de cada colonia.
El primer test entre Australia y Nueva Zelanda se jugó en el Sydney Cricket Ground en 1903, con victoria neozelandesa por 22-3. Esta gira mejoró la popularidad del rugby en Sídney y Brisbane y contribuyó a aumentar la asistencia a los partidos de los clubes.
No hubo ningún equipo australiano oficial seleccionado durante la mayor parte de la década de 1920, antes de la gira de los All Blacks de 1929 . Sin embargo, los New South Wales Waratahs volvieron a formarse en 1920 y jugaron con regularidad durante toda la década, incluyendo una serie de partidos contra Nueva Zelanda y Sudáfrica antes de su gira de 1927-28 por las islas británicas, Francia y Canadá. Debido a que estos equipos Waratahs eran los únicos representantes de Australia en aquel momento, todos los partidos internacionales que disputaron durante este periodo recibieron el estatus retrospectivo de Wallaby.

## Uniforme

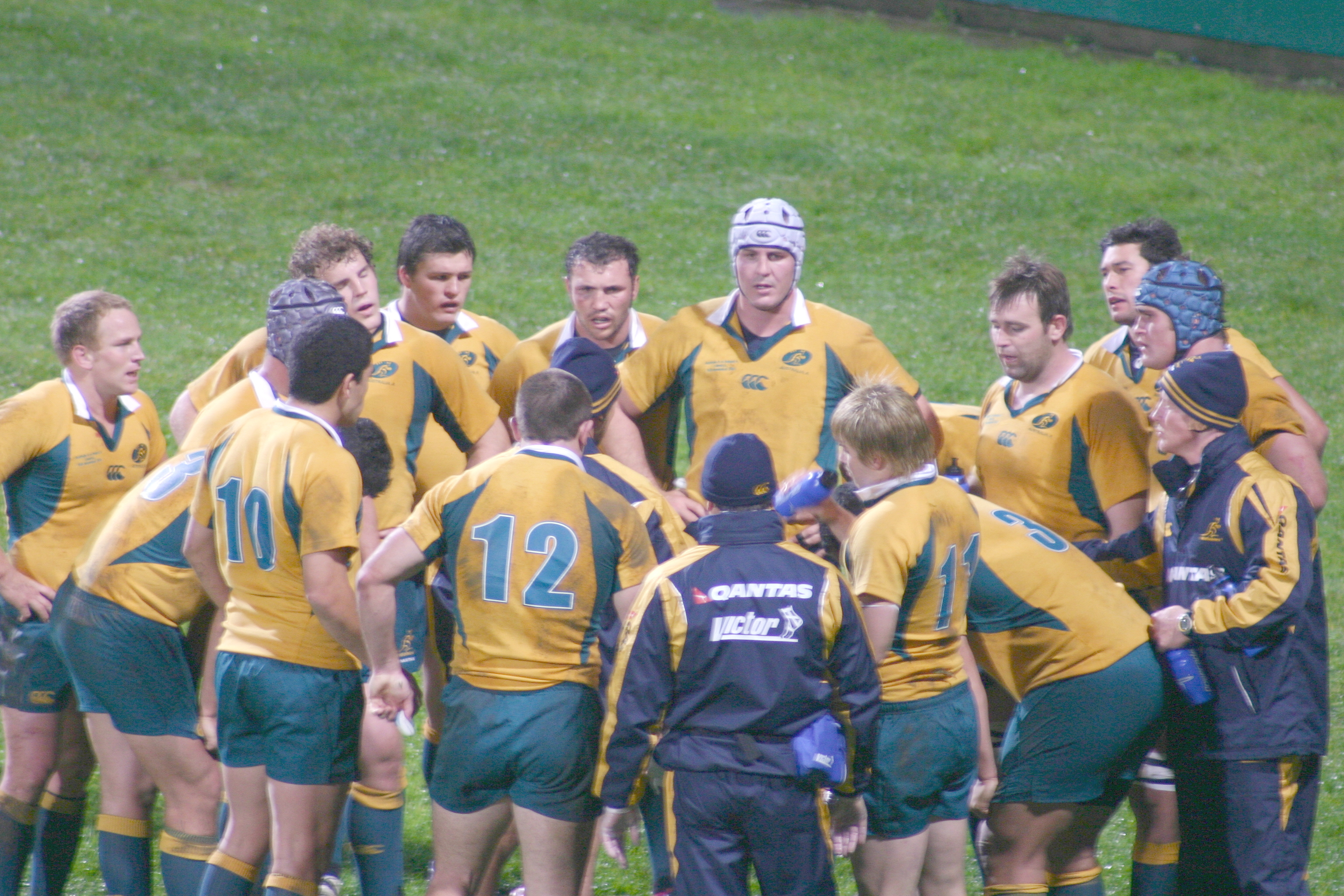
Camiseta de la selección australiana de rugby utilizada en la década de 2000.

Los Wallabies juegan con los colores tradicionales de Australia, el verde y el dorado. Antes de que existiera una camiseta nacional, los Wallabies jugaban con la camiseta del estado en el que se disputaba el partido. El escudo de armas australiano solía sustituir al logotipo del estado en la camiseta, y a principios del siglo XX se utilizaron varios de estos colores en algunos partidos.
Durante sus primeros años, los colores de los Wallabies cambiaban en función del lugar donde jugaban. Entre 1899 y 1904, el equipo vistió la camiseta azul cielo en Sídney y granate durante sus partidos en Brisbane. Entre 1905 y 1907, cambiaron a una camiseta a rayas granate y azul claro, y luego volvieron al azul cielo (1908-1928). En 1928, los órganos de gobierno acordaron que «los colores representativos de los aficionados australianos, verde y dorado, debían ser adoptados». Al año siguiente, los All Blacks llegaron a Australia, y la camiseta que se utilizó fue verde esmeralda con el escudo de armas australiano; con medias verdes con barras en la parte superior. La camiseta se mantuvo prácticamente igual, con algunas variaciones, durante toda la década de 1930. En la gira de 1961 por Sudáfrica, Australia vistió por primera vez la camiseta verde y dorada, para evitar confusiones con los colores de los Springboks.

## Estadísticas

### Copa Mundial
Australia ha participado en 9 ediciones de la Copa del Mundo de Rugby, ha disputado 4 finales y ha ganado 2 títulos: perdiendo en las finales después de la prórroga con Inglaterra en la competición de 2003 y la de 2015 frente a Nueva Zelanda. En la edición de 1987 terminó cuarto, luego de perder 30-24 contra Francia en las semifinales, y caer en el partido por el tercer puesto por 22-21 ante Gales. En 1991 se consagraría campeón venciendo en las semifinales al favorito Nueva Zelanda por 17-14 y luego en la final vencería al local Inglaterra por 12-6. En 1995 sería eliminado en cuartos de final tras perder ante Inglaterra por 25-22. En 1999 se convertiría en el primer país en ganar por segunda vez la Copa Webb Ellis luego de vencer en cuartos de final al local Gales, en las semifinales venció al último campeón Sudáfrica por 27-21 en tiempo extra y en la final derrotó a Francia por 35-12. En 2003 siendo el país anfitrión venció en la semifinal a Nueva Zelanda (gran favorito), en la final cayó ante Inglaterra en tiempo extra por 20-17, luego de un recordado «drop» anotado por Jonny Wilkinson. En 2007 serían derrotados por 12-10, en cuartos de final, nuevamente por Inglaterra. En 2011 perdieron en semifinales ante el local y campeón Nueva Zelanda, pero se quedarían con el tercer puesto luego de vencer a Gales por 21-18. En Inglaterra, 2015 quedó primera en la fase de grupos, y llegó a la final, que perdió con Nueva Zelanda 34–17. Cuatro años después, en Japón, quedó segunda en la fase de grupos, detrás de Gales, llegando a cuartos de final, donde perdió frente a Inglaterra 40–16.
Balance
| Año                 | Fase             | Posición | PJ | PG | PE | PP | PF   | PC  |
| Nueva Zelanda 1987* | Cuarto puesto    | 4.º      | 6  | 4  | 0  | 2  | 168  | 108 |
| Inglaterra 1991     | Campeón          | 1.º      | 6  | 6  | 0  | 0  | 126  | 55  |
| Sudáfrica 1995      | Cuartos de final | 6.º      | 4  | 2  | 0  | 2  | 109  | 66  |
| Gales 1999          | Campeón          | 1.º      | 6  | 6  | 0  | 0  | 221  | 73  |
| Australia 2003      | Subcampeón       | 2.º      | 7  | 6  | 0  | 1  | 345  | 78  |
| Francia 2007        | Cuartos de final | 5.º      | 5  | 4  | 0  | 1  | 327  | 55  |
| Nueva Zelanda 2011  | Tercer puesto    | 3.º      | 7  | 5  | 0  | 2  | 211  | 95  |
| Inglaterra 2015     | Subcampeón       | 2.º      | 7  | 6  | 0  | 1  | 222  | 118 |
| Japón 2019          | Cuartos de final | 8.º      | 5  | 3  | 0  | 2  | 152  | 108 |
| Francia 2023        | Primera fase     | 9°       | 4  | 2  | 0  | 2  | 90   | 91  |
| Australia 2027      | Clasificado      |          |    |    |    |    |      |     |
| Total               |                  | 2.º      | 54 | 42 | 0  | 12 | 1613 | 785 |
| ------------------- | ---------------- | -------- | -- | -- | -- | -- | ---- | --- |

- En 1987, Australia jugó cinco partidos en territorio local: cuatro en el Concord Oval de Sídney y uno en el Estadio Ballymore de Brisbane.

### The Rugby Championship
Australia junto a las selecciones de Nueva Zelanda y Sudáfrica empezaron a disputar, en el año 1996, el Torneo de las Tres Naciones. Los Wallabies se coronaron campeones en las ediciones de 2000, 2001 y 2011. A partir del año 2012 al torneo se sumó Argentina y el torneo se renombró The Rugby Championship; en su primera edición los Wallabies terminó en la segunda posición.
En 2020 no se jugó este torneo, sino un Tres Naciones, pues Sudáfrica decidió no participar, debido a la imposibilidad de prepararse adecuadamente como consecuencia de la pandemia. Australia quedó tercera, después de cosechar dos empates con Argentina, y una victoria y una derrota con Nueva Zelanda.
| Selección     | Partidos | Partidos | Partidos | Partidos | Puntos  | Puntos   | Puntos | Puntos bonus | Tabla de puntos | Copas ganadas |
| Selección     | Jug.     | Gan.     | Emp.     | Per.     | a favor | en cont. | dif.   | Puntos bonus | Tabla de puntos | Copas ganadas |
| ------------- | -------- | -------- | -------- | -------- | ------- | -------- | ------ | ------------ | --------------- | ------------- |
| Nueva Zelanda | 72       | 50       | 0        | 21       | 1936    | 1395     | +541   | 32           | 232             | 10            |
| Australia     | 72       | 29       | 1        | 43       | 1531    | 1721     | - 190  | 34           | 140             | 3             |
| Sudáfrica     | 72       | 28       | 1        | 42       | 1480    | 1831     | -351   | 24           | 138             | 3             |

### Total
Cuando se introdujeron los World Rugby Ranking IRB en 2003 Australia estaba la cuarta. Desde entonces el lugar más alto que ha conseguido Australia ha sido el segundo, y el más bajo el sexto.
Australia juega otros torneos aparte del Rugby Championship, la Bledisloe y la Copa Mundial. Desde 1997 el ganador de los enfrentamientos Inglaterra-Australia recibe la Copa Cook, y desde 1999 el ganador del Irlanda-Australia ha ganado la Copa Lansdowne, con Francia juega desde 1989, el Trofeo del Bicentenario; contra Gales desde 2007, el Trofeo James Bevan; y contra Escocia desde 1998, la Copa Hopetoun.
Actualizado el 30 de noviembre de 2024.
| Adversario                  | Jugados | Ganados | Perdidos | Empatados | % efectividad |
| --------------------------- | ------- | ------- | -------- | --------- | ------------- |
| Argentina                   | 41      | 29      | 9        | 3         | 70.7          |
| Canadá                      | 6       | 6       | 0        | 0         | 100.0         |
| Corea del Sur               | 1       | 1       | 0        | 0         | 100.0         |
| Escocia                     | 35      | 22      | 13       | 0         | 62.8          |
| España                      | 1       | 1       | 0        | 0         | 100.0         |
| Estados Unidos              | 8       | 8       | 0        | 0         | 100.0         |
| Fiyi                        | 23      | 19      | 3        | 1         | 82.6          |
| Francia                     | 52      | 29      | 21       | 2         | 55.7          |
| Gales                       | 49      | 34      | 14       | 1         | 69.3          |
| Georgia                     | 3       | 3       | 0        | 0         | 100.0         |
| Inglaterra                  | 56      | 27      | 28       | 1         | 48.2          |
| Irlanda                     | 38      | 22      | 15       | 1         | 57.8          |
| Italia                      | 19      | 18      | 1        | 0         | 94.7          |
| Japón                       | 6       | 6       | 0        | 0         | 100.0         |
| Leones Británico-irlandeses | 23      | 6       | 17       | 0         | 26.1          |
| Namibia                     | 1       | 1       | 0        | 0         | 100.0         |
| Nueva Zelanda               | 179     | 45      | 126      | 8         | 25.2          |
| Nueva Zelanda XV            | 24      | 6       | 18       | 0         | 25.0          |
| New Zealand Māori           | 16      | 8       | 6        | 2         | 50.0          |
| Pacific Islanders           | 1       | 1       | 0        | 0         | 100.0         |
| Portugal                    | 1       | 1       | 0        | 0         | 100.0         |
| Rumania                     | 3       | 3       | 0        | 0         | 100.0         |
| Rusia                       | 1       | 1       | 0        | 0         | 100.0         |
| Samoa                       | 6       | 5       | 1        | 0         | 83.3          |
| Sudáfrica                   | 95      | 40      | 52       | 3         | 42.1          |
| Sudáfrica XV                | 3       | 0       | 3        | 0         | 0.0           |
| Tonga                       | 4       | 3       | 1        | 0         | 75.0          |
| Uruguay                     | 2       | 2       | 0        | 0         | 100.0         |
| Total                       | 697     | 347     | 328      | 22        | 49.78         |

## Plantel
A continuación el plantel en Francia 2023. Jones fue el técnico anteriormente en Australia 2003 y generó polémica al seleccionar una escuadra de jóvenes inexpertos (siendo la menor cantidad de pruebas desde el plantel campeón de Inglaterra 1991) y excluir a los históricos Quade Cooper y Michael Hooper.
Las pruebas corresponden hasta antes del inicio del mundial y las edades a la fecha de la Final. En negrita los rugbistas titulares.
|                         | Jugador               | Edad    | Posición      | Pruebas | Equipo                   |
| ----------------------- | --------------------- | ------- | ------------- | ------- | ------------------------ |
| Hookers y Pilares       |                       |         |               |         |                          |
|                         | Angus Bell            | 23 años | Pilar         | 23      | New South Wales Waratahs |
|                         | Pone Fa'amausili      | 26 años | Pilar         | 5       | Melbourne Rebels         |
|                         | Matt Faessler         | 24 años | Hooker        | 1       | Queensland Reds          |
|                         | Zane Nonggorr         | 22 años | Pilar         | 2       | Queensland Reds          |
| 2                       | Dave Porecki          | 31 años | Hooker        | 14      | New South Wales Waratahs |
|                         | Blake Schoupp         | 24 años | Pilar         | 0       | Brumbies                 |
| 1                       | James Slipper         | 34 años | Pilar         | 131     | Brumbies                 |
| 3                       | Taniela Tupou         | 27 años | Pilar         | 48      | Melbourne Rebels         |
|                         | Jordan Uelese         | 26 años | Hooker        | 18      | Melbourne Rebels         |
| Segundas líneas         |                       |         |               |         |                          |
|                         | Richie Arnold         | 33 años | Segunda línea | 4       | Stade Toulousain         |
| 4                       | Nick Frost            | 24 años | Segunda línea | 12      | Brumbies                 |
|                         | Matt Philip           | 29 años | Segunda línea | 28      | Yokohama Canon Eagles    |
| 5                       | Will Skelton          | 31 años | Segunda línea | 28      | Stade Rochelais          |
| Alas y Octavos          |                       |         |               |         |                          |
|                         | Langi Gleeson         | 22 años | Ala           | 3       | New South Wales Waratahs |
|                         | Josh Kemeny           | 24 años | Ala           | 0       | Melbourne Rebels         |
| 6                       | Tom Hooper            | 21 años | Ala           | 3       | Brumbies                 |
|                         | Rob Leota             | 26 años | Octavo        | 16      | Melbourne Rebels         |
| 7                       | Fraser McReight       | 24 años | Ala           | 12      | Queensland Reds          |
| 8                       | Rob Valetini          | 25 años | Octavo        | 34      | Brumbies                 |
| Medios scrum            |                       |         |               |         |                          |
|                         | Issak Fines-Leleiwasa | 28 años | Medio scrum   | 0       | Brumbies                 |
|                         | Tate McDermott        | 25 años | Medio scrum   | 25      | Queensland Reds          |
| 9                       | Nic White             | 33 años | Medio scrum   | 63      | Western Force            |
| Aperturas y Centros     |                       |         |               |         |                          |
|                         | Ben Donaldson         | 24 años | Apertura      | 2       | New South Wales Waratahs |
|                         | Lalakai Foketi        | 28 años | Centro        | 5       | New South Wales Waratahs |
| 10                      | Carter Gordon         | 22 años | Apertura      | 4       | Melbourne Rebels         |
| 12                      | Samu Kerevi           | 30 años | Centro        | 45      | Urayasu D-Rocks          |
| 13                      | Jordan Petaia         | 23 años | Centro        | 27      | Queensland Reds          |
|                         | Izaia Perese          | 26 años | Centro        | 5       | New South Wales Waratahs |
| Fullbacks y Wings       |                       |         |               |         |                          |
|                         | Max Jorgensen         | 19 años | Wing          | 0       | New South Wales Waratahs |
| 15                      | Andrew Kellaway       | 28 años | Fullback      | 23      | Melbourne Rebels         |
| 11                      | Marika Koroibete      | 31 años | Wing          | 55      | Saitama Wild Knights     |
|                         | Mark Nawaqanitawase   | 23 años | Fullback      | 6       | New South Wales Waratahs |
| 14                      | Suliasi Vunivalu      | 27 años | Wing          | 2       | Queensland Reds          |
| Entrenador: Eddie Jones |                       |         |               |         |                          |

## Jugadores notables

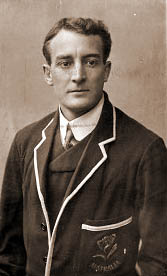
Tom Richards destacó a inicios del.

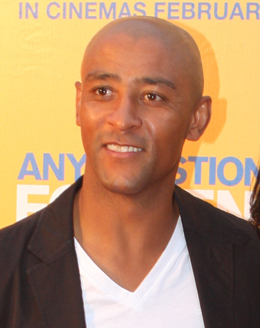
Gregan es considerado de los mejores históricos en su posición.

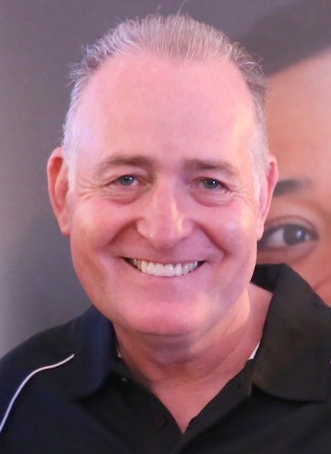
Campese es el mejor wing que existió.

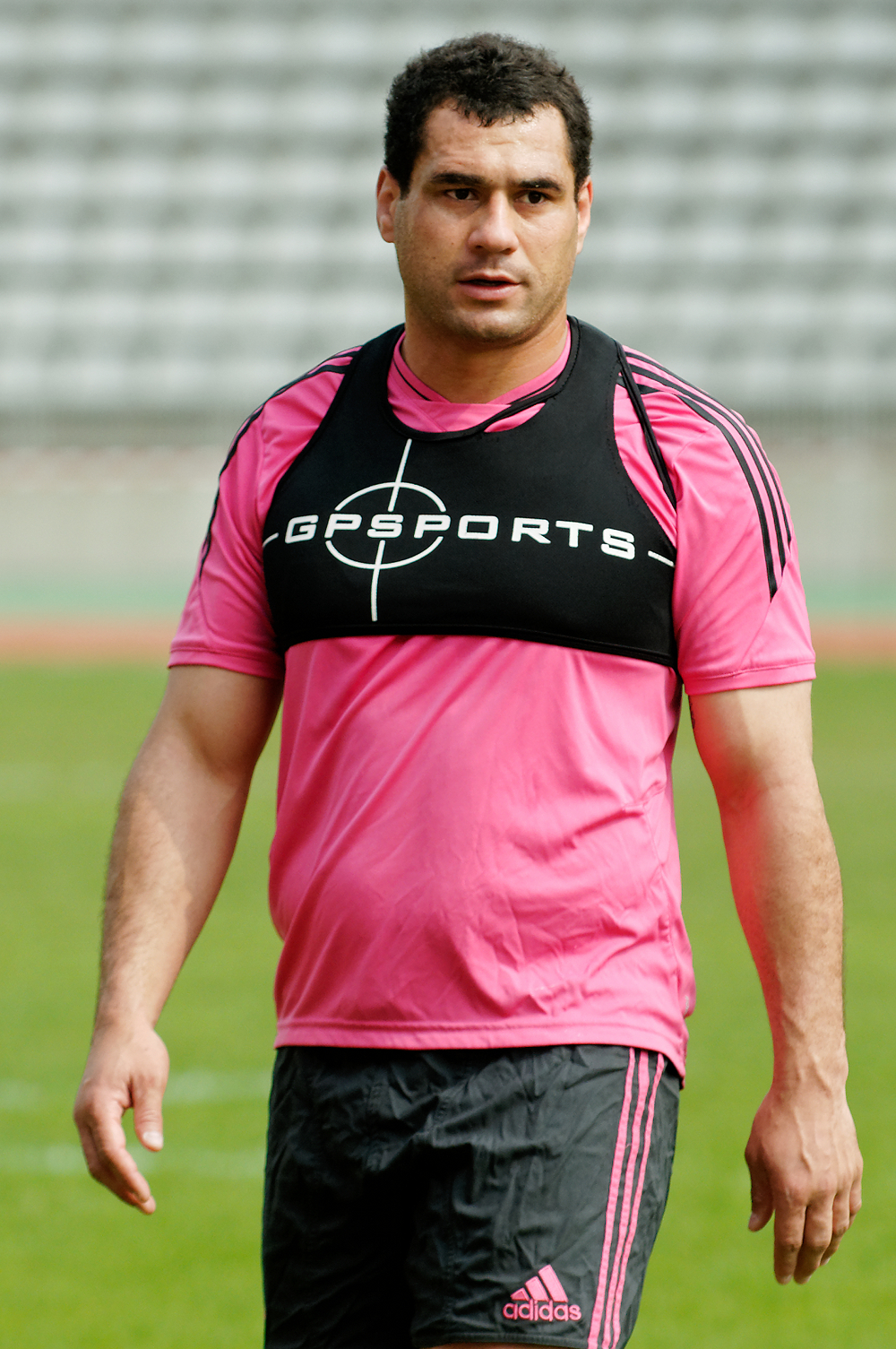
George Smith jugó en los años 2000.

Hasta los Premios World Rugby 2024, catorce jugadores: David Campese, Ken Catchpole, John Eales, Mark Ella, Nick Farr-Jones, George Gregan, Tim Horan, Stephen Larkham, Tom Lawton, Michael Lynagh, Tom Richards, Nicholas Shehadie, George Smith y John Thornett, son miembros del World Rugby Salón de la Fama.
Para los siguientes registros solo se consideran los partidos de prueba. En negrita los rugbistas que siguen jugando y en cursiva están activos solo en sus clubes.

### Más pruebas jugadas
Pruebas actualizadas el 15 de junio de 2025
|    | Jugador            | Tests | Posición      | Carrera   |
| -- | ------------------ | ----- | ------------- | --------- |
| 1  | James Slipper      | 143   | Pilar         | 2010–     |
| 2  | George Gregan      | 139   | Medio scrum   | 1994–2007 |
| 3  | Stephen Moore      | 129   | Hooker        | 2005–2017 |
| 4  | Michael Hooper     | 125   | Ala           | 2012–2023 |
| 5  | Adam Ashley-Cooper | 121   | Wing          | 2005–2019 |
| 6  | Nathan Sharpe      | 116   | Segunda línea | 2002–2012 |
| 7  | George Smith       | 111   | Ala           | 2000–2013 |
| 8  | Will Genia         | 110   | Medio scrum   | 2009–2019 |
| 9  | Sekope Kepu        | 110   | Pilar         | 2008–2019 |
| 10 | Rob Simmons        | 106   | Segunda línea | 2010–2020 |

### Máximos anotadores
Puntos actualizados el 15 de junio de 2025
|    | Jugador           | Puntos | Posición | Carrera   |
| -- | ----------------- | ------ | -------- | --------- |
| 1  | Michael Lynagh    | 911    | Apertura | 1984–1995 |
| 2  | Matt Burke        | 878    | Fullback | 1993–2004 |
| 3  | Matt Giteau       | 698    | Centro   | 2002–2016 |
| 4  | Bernard Foley     | 622    | Apertura | 2013–2022 |
| 5  | Stirling Mortlock | 489    | Centro   | 2000–2009 |
| 6  | David Campese     | 315    | Wing     | 1982–1996 |
| 7  | James O'Connor    | 279    | Apertura | 2008–2022 |
| 8  | Paul McLean       | 260    | Apertura | 1974–1982 |
| 9  | Joe Roff          | 244    | Wing     | 1995–2004 |
| 10 | Quade Cooper      | 208    | Apertura | 2008–2023 |

### Máximos anotadores de tries
Tries actualizados el 15 de junio de 2025
|    | Jugador            | Tries | Posición | Carrera   |
| -- | ------------------ | ----- | -------- | --------- |
| 1  | David Campese      | 64    | Wing     | 1982–1996 |
| 2  | Chris Latham       | 40    | Fullback | 1998–2007 |
| 3  | Adam Ashley-Cooper | 39    | Wing     | 2005–2019 |
| 4  | Israel Folau       | 37    | Fullback | 2013–2018 |
| 5  | Drew Mitchell      | 34    | Wing     | 2005–2016 |
| 6  | Lote Tuqiri        | 30    | Wing     | 2003–2008 |
| 7  | Joe Roff           | 30    | Wing     | 1995–2004 |
| 8  | Tim Horan          | 30    | Centro   | 1989–2000 |
| 9  | Matt Giteau        | 30    | Centro   | 2002–2016 |
| 10 | Stirling Mortlock  | 29    | Centro   | 2000–2009 |

## Entrenadores
El cargo de entrenador de los Wallabies existe desde 1982, Bob Dwyer y Rod Macqueen son miembros del World Rugby Salón de la Fama. Dwyer y Eddie Jones técnicos fueron dos veces.
| Name           | Periodo   | Tests | Ganados | Empatados | Perdidos | % efectividad | % efectividad |
| -------------- | --------- | ----- | ------- | --------- | -------- | ------------- | ------------- |
| Bob Dwyer      | 1982–1983 | 12    | 5       | 1         | 6        | 41.67         | 63.01         |
| Bob Dwyer      | 1988–1995 | 61    | 41      | 1         | 19       | 67.21         | 63.01         |
| Alan Jones     | 1984–1987 | 30    | 21      | 1         | 8        | 70.00         | 70.00         |
| Greg Smith     | 1996–1997 | 19    | 12      | 0         | 7        | 63.16         | 63.16         |
| Rod Macqueen   | 1997–2001 | 43    | 34      | 1         | 8        | 79.07         | 79.07         |
| Eddie Jones    | 2001–2005 | 57    | 33      | 1         | 23       | 57.89         | 57.89         |
| John Connolly  | 2006–2007 | 25    | 16      | 1         | 8        | 64.00         | 64.00         |
| Robbie Deans   | 2008–2013 | 75    | 44      | 2         | 29       | 58.67         | 58.67         |
| Ewen McKenzie  | 2013–2014 | 22    | 11      | 1         | 10       | 50.00         | 50.00         |
| Michael Cheika | 2014–2019 | 68    | 34      | 2         | 32       | 50.00         | 50.00         |
| Dave Rennie    | 2019–2023 | 34    | 13      | 3         | 18       | 36.40         | 36.40         |
| Eddie Jones    | 2023      | 0     | 0       | 0         | 0        | 0             | 0             |
| Joe Schmidt    | 2023–     | 0     | 0       | 0         | 0        | 0             | 0             |

## Palmarés
- Copa del Mundo de Rugby
  -  Campeón (2): 1991 y 1999
  -  Subcampeón : 2003 y 2015
  -  Tercer puesto : 2011

- The Rugby Championship (4): 2000, 2001, 2011 y 2015.

- Bledisloe Cup (12): 1934, 1949, 1979, 1980, 1986, 1992, 1994, 1998, 1999, 2000, 2001 y 2002.

- Mandela Challenge Plate (13): 2000, 2006, 2007, 2008, 2010, 2011, 2012, 2015, 2016, 2017, 2018, 2021 y 2022.

- Trofeo Puma (13): 2000, 2002, 2012, 2013, 2014, 2015, 2016, 2017, 2018, 2019, 2020, 2021 y 2022.

- Copa Tom Richards (1): 2001.

- Copa Lansdowne (8): 1999, 2003, 2005, 2006-I, 2008, 2009, 2010 y 2013.

- Copa Hopetoun (8): 1998, 2000, 2004-I, 2004-II, 2006, 2013, 2016 y 2022.

- Ella-Mobbs Trophy (11): 1997, 1998, 1998-II, 1999, 2004, 2004-II, 2006, 2008, 2009, 2012 y 2024.

- Trofeo del Bicentenario (15): 1989, 1990, 1993, 1997, 1998, 2000, 2002, 2005-I, 2008-I, 2008-II, 2009, 2010, 2014-I, 2016 y 2021.

- Trofeo James Bevan (13): 2007, 2009, 2010, 2011, 2012-I, 2012-II, 2013, 2014, 2016, 2017, 2022, 2024-I y 2024-II.

- Killik Cup (2): 2011 y 2014.

- Vuvale Bowl (1): 2025.